# Siel

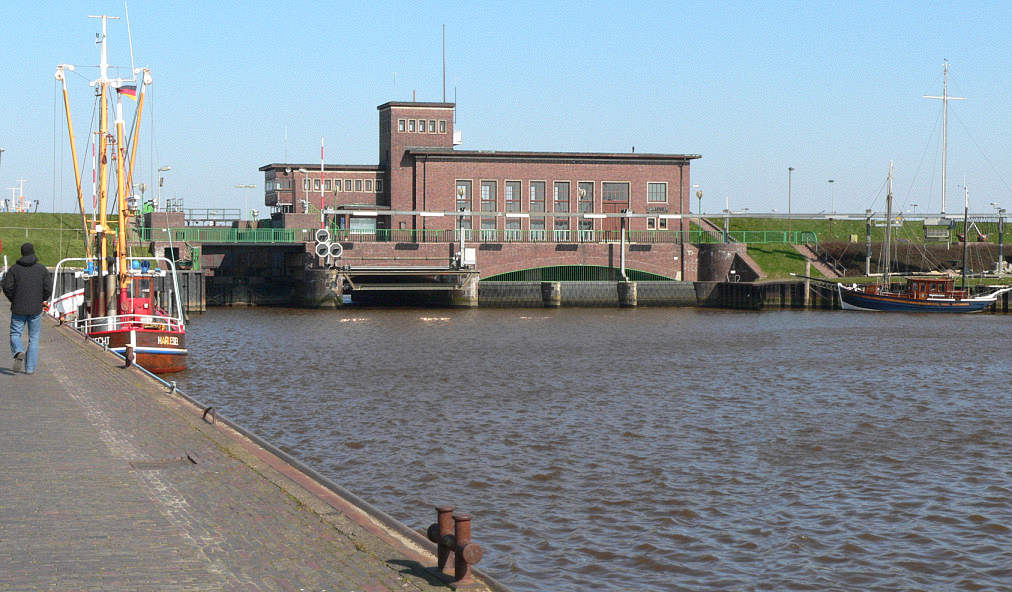
Modernes Sielbauwerk mit (von links) Schleuse, Sieleinlauf und Schöpfwerkseinlauf in Harlesiel

Ein Siel ist ein verschließbarer Gewässerdurchlass in einem Deich, durch den überschüssiges Wasser aus dem Binnenland im Freigefälle ins Meer abfließen kann. Der Vorgang des Abfließens durch das Siel wird als Sielzug bezeichnet. Der Begriff Siel ist wahrscheinlich eine aus dem Friesischen stammende Wortbildung, die auf das Verb seihen zurückgeht, und bezeichnet demnach die Stelle, wo Wasser ausfließen kann.

## Funktion
Historisch sind im Sielbauwerk paarweise Schlagtore ohne Antrieb verbaut worden. Bei Neubauten werden nach Wasserstand gesteuerte Hubtore als Verschluss eingesetzt. Vermehrt sind an der Nordsee für diese Aufgabe Sielpumpwerke im Einsatz, die als Schöpfwerke bezeichnet werden. Sie sind von Vorteil, wenn die Zeit der Ebbe für einen natürlichen Wasserabzug nicht ausreicht oder wenn bei lang andauernden Flutwasserständen (z. B. Sturmflut) Überschwemmungen im Binnenland drohen.
Das Öffnen und Schließen von Schlagtoren erfolgt selbsttätig infolge der Wasserbewegung durch die Tide. Bei Flut und höherem Wasserstand auf der Meerseite werden durch den höheren Druck und die Strömung die Tore geschlossen. Als Folge kann das Wasser nicht mehr abfließen und staut sich auf der Binnenseite. Mit Einsetzen der Ebbe und ablaufendem Wasser erhöht sich der Druck auf der Binnenseite, wodurch sich die Tore öffnen und ein freier Abfluss ins Meer entsteht. Ein Siel ist daher ein Ventil zur passiven Entwässerung des hinter dem Deich gelegenen Binnenlandes, besonders als Teil des Entwässerungssystems von Marschgebieten.

## Bauweisen
Zur Einbindung des Entwässerungsweges in den Deich gibt es verschiedene Möglichkeiten, das Kumpsiel, das Ständersiel und gedeckte steinerne Siele.

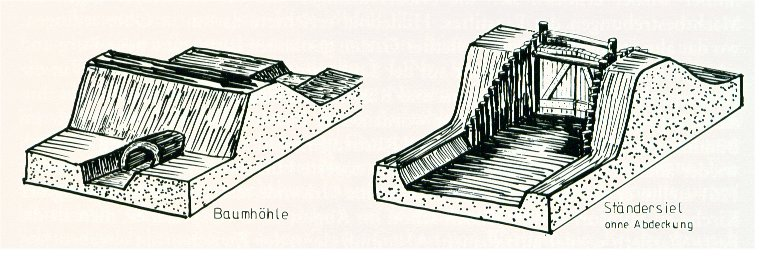
Kumpsiel (Baumhöhle) und Ständersiel

### Kumpsiel
Beim Kumpsiel wird in den überwiegend aus Sand oder anderem Erdmaterial bestehenden Deich ein Rohr eingelegt. Historisch bestand dieses Rohr zumeist aus zwei ausgehöhlten Baumstammhälften. Der seeseitige Ausgang wird mit einer Klappe geschützt, die von ausströmendem Binnenwasser aufgedrückt und von anflutendem Seewasser zugedrückt wird. Mancherorts gab es viele derartige Kumpsiele, mit denen einzelne Anrainer ihre direkt hinter dem Deich gelegenen Ländereien entwässerten.

### Ständersiel

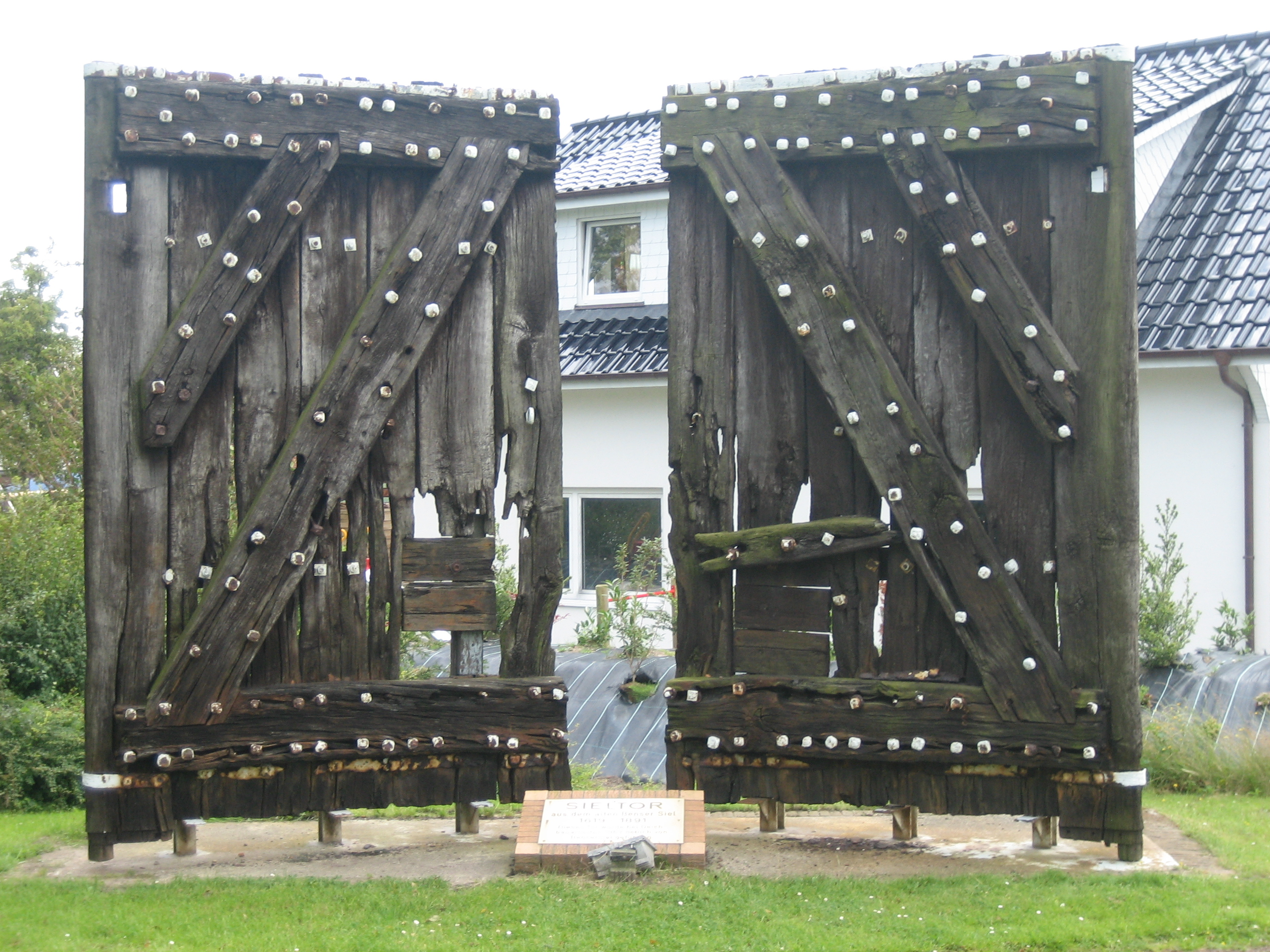
Ständersiel-Tore von 1619 in Bensersiel

Ein Ständersiel hat ein großes, zumeist zweiflügeliges Fluttor, dessen Torflügel in Angeln hängen. Jene können an schweren, in den Deich eingebauten Holzpfosten oder an Mauerwerk befestigt sein. Ständersiele waren schon in früher Zeit so dimensioniert, dass bei Ebbe, wenn die Tore offen standen, kleine Schiffe in die hinter dem Deich angelegten Kanäle einfahren konnten.

### Gewölbesiel

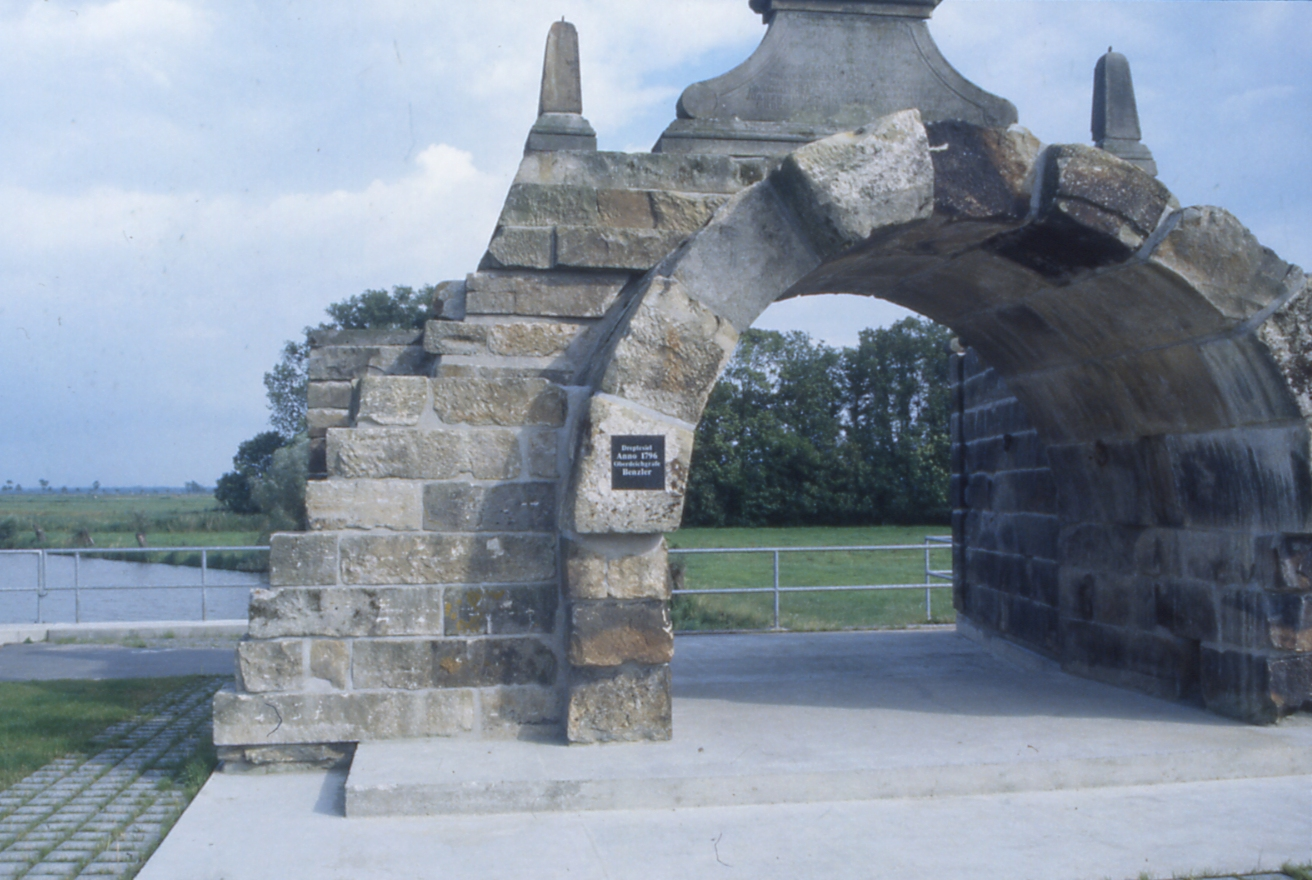
Gewölbesiel: Dreptersiel an der Unterweser, 1796 errichtet, Steine später im Deich verfüllt, 1998 wieder zusammengesetzt

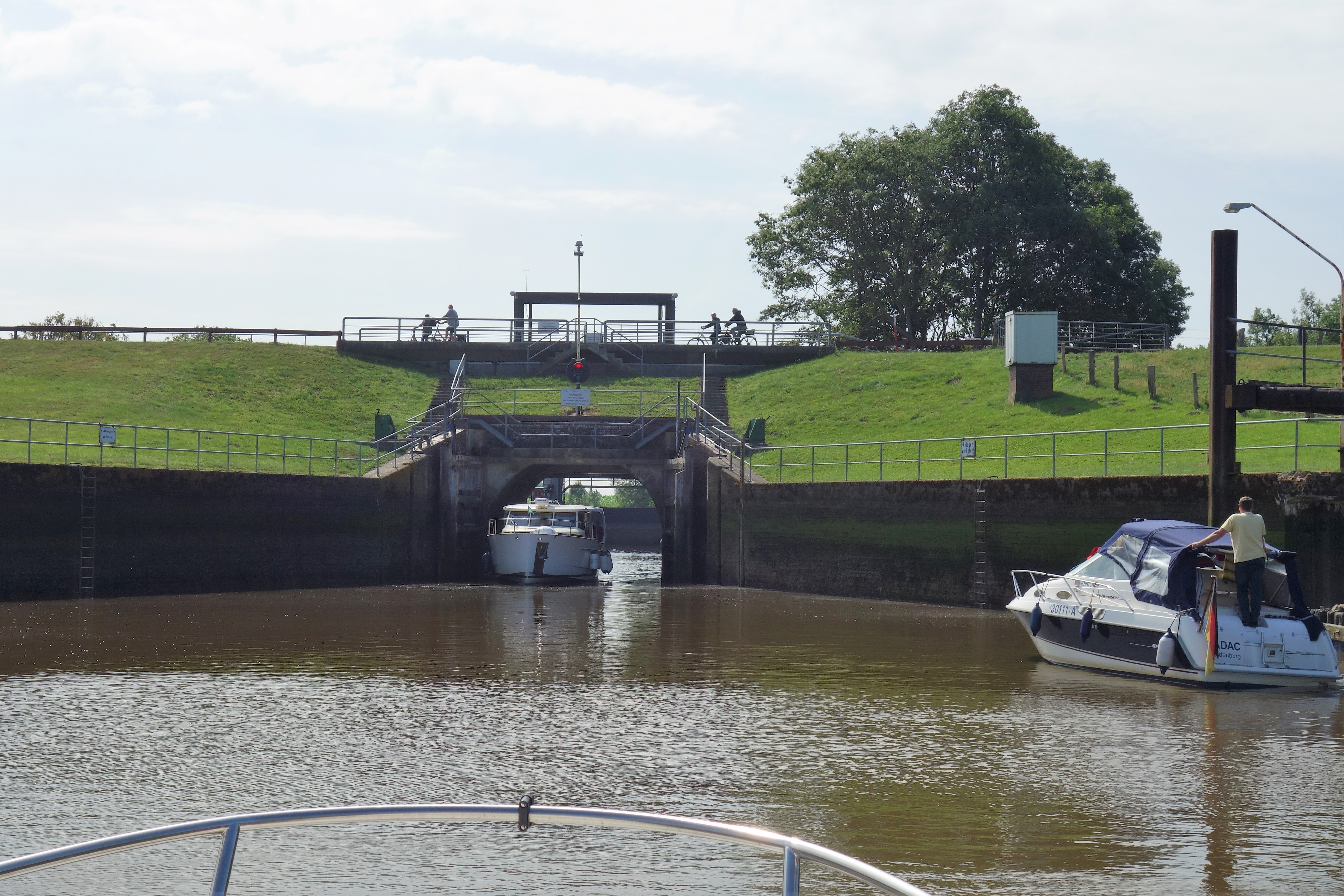
Gewölbesiel als Schleuse: Blick in die ehemalige Hadelner Kanalschleuse

Da alle hölzernen Teile eines Siels der Verrottung und dem Angriff von Schiffsbohrmuscheln ausgesetzt waren, ging man bei großen Sielen dazu über, die festen Teile aus Stein zu bauen. Sturmflutbeständiger als steinerne Ausführungen von Ständersielen waren Gewölbesiele. Hier baute man einen gewölbten Torweg durch den Deich. Große Gewölbesiele können auch von kleineren Schiffen, z. B. Küstenmotorschiffen durchfahren werden. Mancherorts sind die (zwei- bis dreifachen) so angeordnet, dass das Siel auch als Kammerschleuse verwendet werden kann. Ein Beispiel für beides ist die ehemalige Hadelner Kanalschleuse in Otterndorf.

## Betrieb als Spülschleuse
Ein Siel mit gezielter Öffnung und Schließung des Sielverschlusses ist die Spülschleuse. Dazu wird bei Flut das Wasser hereingelassen und in einem Flutgraben hinter dem Deich gespeichert. Erst vor dem Erreichen der Ebbe wird das gestaute Wasser als Schwall abgelassen, damit sich Schlick und Sedimente aus dem Sielhafenbereich ausspülen.

## Archäologie
- Spuren eines Kumpsiels aus dem 3. Jahrhundert wurden bei Valkenburg (Zuid-Holland) gefunden.
- Ein großer Teil eines Kumpsiels aus dem 14. Jahrhundert konnte im Deichrest bei Stollhammer Ahndeich geborgen werden. Dieser Sielfund in Butjadingen im Kreis Wesermarsch ist der älteste an der niedersächsischen Nordseeküste. Das Siel muss vor der Zweiten Marcellusflut von 1362 („Grote Mandränke“) gebaut worden sein. Infolge der Flut wurde es dann unbrauchbar.

Es war mindestens 14 m lang. Der seeseitige Teil bestand aus einem hohlen Eichenstamm von etwa 10,5 m Länge, der auf runden Querhölzern ruhte. Zum Aushöhlen hatte man den Stamm längs geteilt. Die Hälften wurden danach wieder zusammengesetzt. Zur Verbindung nagelte man Bretter über die Naht. Die Mündung des Siels besaß am seeseitigen Ende eine lichte Weite von etwa 80 cm. Die Halterung der Klappe, die das Siel bei Flut gegen auflaufendes Wasser schloss, war noch in Form einer durchbohrten, oberhalb der Mündung angebrachten Leiste erhalten. Ein Fund aus Valkenburg bei Leiden belegt, dass diese Bauweise bereits im 3. Jahrhundert genutzt wurde.
- In Seriem, Landkreis Wittmund, wurde ein Teil eines Ständersiels aus dem späten 15. Jahrhundert ausgegraben. Das 8,80 m lange und 1,60 m breite Bauwerk gehörte zu einem heute nicht mehr erhaltenen Einlagedeich 200 m vor der heutigen Deichlinie und ist damit der einzige sicher datierbare Bestandteil eines Deiches im heutigen Wattenmeer.

## Geschichte
- Sagenhaft sind Nachrichten vom Schlicker Siel „mit bronzenen Toren“ südlich des heutigen Wilhelmshaven, Teil des Goldenen Rings um Friesland, des ersten zusammenhängenden Seedeichs zwischen Weser und Ems. Mit dem Bruch des Schlicker Siels um 1218, so die örtliche Überlieferung, habe die Entstehung des Jadebusens begonnen.[5]
- 1374 einigten sich acht zwischen Bremen (bzw. dessen Altstadt) und der Lesum gelegene Dörfer, an der Lesum einen neuen Deich zu bauen und mit einem Siel zu versehen. Das Siel sollte eine Weite von zehn Fuß bekommen, etwa 3 Meter. Es wurde also ein Ständersiel, breit genug für die Durchfahrt eines kleinen Kahns.[6]

## Ortsnamen
Viele Ortsnamen entlang der deutschen Nordseeküste haben bezugnehmend auf dortige Anlagen die Endung „-siel“. Es gibt heute auch im Binnenland gelegene Sielorte, da sich durch Eindeichungen in früheren Jahrhunderten die Küstenlinie verschoben hat.
Entsprechende Orte sind im Landkreis Friesland etwa Altgarmssiel, Crildumersiel, Ellensendammersiel, Horumersiel, Hooksiel, Mariensiel, Neugarmssiel sowie an der Außenweser Dreisielen, Fedderwardersiel, Golzwardersiel, Hollersiel, Kleinensiel, Neuenhuntorfersiel, Neuenlandersiel und Overwarfersiel. In Ostfriesland Altfunnixsiel, Altharlingersiel, Bensersiel, Carolinensiel, Dornumersiel, Friederikensiel, Greetsiel, Harlesiel, Hilgenriedersiel, Neßmersiel, Neufunnixsiel, Neuharlingersiel, Rüstersiel, Sophiensiel, Wapelersiel und Westeraccumersiel, und in Nordfriesland Katingsiel, Schlüttsiel und Bongsiel sowie Tammensiel und Ostersiel auf der nordfriesischen Insel Pellworm. Schülperneuensiel und Schülperaltensiel sind Ortsteile der Gemeinde Schülp im Kreis Dithmarschen.
Sielhafenorte ohne entsprechende Namen sind Papenburg (Drostensiel), Neustadtgödens, Bremen-Vegesack und Neuhaus (Oste). Auch Emden (Faldern- oder Rotesiel, Gasthaussiel), Larrelt, Knock, Norden (Alte en Große Siel), Cuxhaven, Glückstadt, Friedrichstadt und Rudbøl hatten im 16. oder 17. Jahrhundert ihre Sielhäfen. In Oldersum und Tönning sind sie noch vorhanden. Die Pläne, um 1619 einen Sielhafen vor Bredstedt zu bauen, sind fehlgeschlagen.
Keine Orte oder Ortsteile entstanden bei den Sielen von Großensiel (Nordenham), (Neue) Lunesiel, Blexer, Brake, Büttel, Cappel, Coldeborg, Dangast, Drepte, Eckwarden, Friedeburg, Hamburg-Neuenfelde (Vier Sielen Schleuse oder Der Siel), Hohenstief oder Sankt Joost (Wangerland), Hoyer, Knock, Spieka-Neufeld, Neues Strohausersiel, Ohmstede, Petkum, Bockhorn-Steinhausen, Stollhamm, Gotteskoog (Südersiel), Ueterlande, Varel, Waddens und Wremen und bei vielen kleineren Sielen. 1983 entstanden der Holmer Siel und der Lüttmoorsiel im Beltringharder Koog.
Die niederländische Endung „-zijl“, Westfriesisch „-syl“ verweist ebenfalls auf Orte, die an einem Siel liegen bzw. lagen, z. B. Delfzijl. Als technischer Begriff heißt das Siel allerdings auf Niederländisch spuisluis (etwa „Auslassschleuse“ – spuien heißt „ablassen“, spugen heißt „speien“), was in deutschen Beschreibungen niederländischer Küstenschutzbauten leicht eine ungenaue Terminologie bewirkt.

## Betrieb
Das in Entwässerungsgräben angesammelte Niederschlagswasser fließt durch Sielzug und Vorfluter (auch: Tief) zum Sielbauwerk. Ein Sielbauwerk besteht in der Regel aus:
1. dem von außen sichtbaren Sielgebäude,
2. dem Antriebsraum und der Hubschützkammer (im Inneren des Sielgebäudes),
3. der Sielkammer mit dessen Ein- und Auslaufbauwerken (Verbindungs„tunnel“ zwischen Vorflut und See).

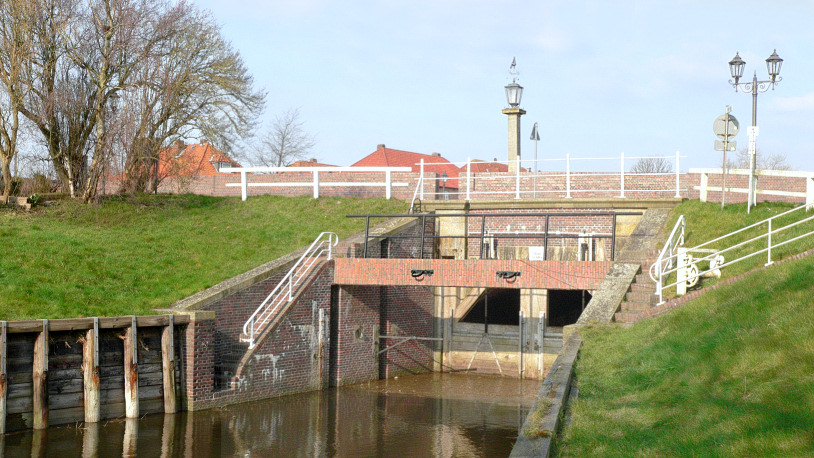
Sielbauwerk in Hooksiel, (Landseite)

Die Sielkammer ist der eigentliche Durchlass des Wassers vom Binnenland zur See und führt unter dem Deich hindurch. Die Tore eines Sieles sind je nach Wasserstand geöffnet oder geschlossen. Somit kann Wasser aus dem Binnenland aufgestaut werden bzw. frei abfließen.
Bei Flut schließen sich die seeseitig angeordneten Tore (Sielklappe) eines Sieles automatisch durch den Druck des von See auflaufenden Wassers und öffnen sich wieder bei steigendem Innendruck, wenn bei eintretender Ebbe der Wasserstand des Flusses oder Meeres unter den Binnenwasserstand fällt. Die Tore werden in der Regel als Anschlagtore ausgeführt, jedoch existieren auch vereinzelt Stemmtore. Die Tore dienen der Deichsicherheit.
Als weitere Deichsicherheit ist in der Regel ein Hubschütz aus Metall oder Hartholz angeordnet, welches über die Schützkammer mit dem Schützraum verbunden ist und bedient wird.
An vielen Sielen gibt es heute Schöpfwerke; bei niedrigem Wasserstand des Vorfluters wird passiv entwässert, bei hohem Wasserstand wird das Wasser aus den Sielzügen mit Maschinenkraft außendeichs gepumpt. Um allerdings einen möglichst großen Teil der Entwässerung ohne Energieeinsatz bewältigen zu können, gibt es auf der Deichrückseite mancherorts einen Speichersee, in dem sich Wasser während der Flut ansammeln kann, um während der Ebbe abgelassen zu werden. Wichtig ist so ein Speichersee vor allem bei mehrtägigen Sturmfluten. Vor einem Schöpfwerk wird dieser Speichersee als Mahlbusen bezeichnet.

## Rechtliche Regelung

### Deutschland
In Deutschland bleiben nach Art. 66 Einführungsgesetz zum Bürgerlichen Gesetzbuche die landesgesetzlichen Vorschriften, welche dem Deich- und Sielrecht angehören, vom bürgerlichen Recht unberührt. Rechtsgrundlage des Sielrechts ist also das jeweilige Landesrecht.
Die Errichtung der Sielbauwerke und die meisten anderen Elemente der ersten Deichlinie wird aus einem Gemeinschaftsfond von Bund und Küstenländern finanziert. Betrieb und Besitz der Siele sind von Bundesland zu Bundesland unterschiedlich geregelt.
- In Schleswig-Holstein gehört die erste Deichlinie dem Land, und auch die Siele betreibt der Landesbetrieb für Küstenschutz, Nationalpark und Meeresschutz. Nur die Siele der zweiten Deichlinie werden im nördlichsten Bundesland durch die jeweilige Sielacht betrieben.
- In Niedersachsen und Bremen sind Deichverbände und Sielachten auch Besitzer und Betreiber der ersten Deichlinie und ihrer Siele. Bei Sturmflutsperrwerken gibt es Unterschiede; in Bremen werden auch die vom jeweiligen Deichverband betrieben, in Niedersachsen vom NLWKN.

### Niederlande
In den Niederlanden ist für alle Einrichtungen zum Hochwasserschutz der Rijkswaterstaat zuständig.

## Trivia
Das Wort Siel ist in Hamburg als Hamburgensie der Fachbegriff für die Kanalisation und umgangssprachlich für ein Kanalrohr.